# Mahengechromis
Mahengechromis ist eine ausgestorbene Buntbarschgattung, von der über 150 oft sehr gut erhaltene Fossilien in der Nähe der Stadt Mahenge in Tansania gefunden wurden. Die Fossilien wurden auf das Mittlere Eozän (vor 46,3 bis 45,7 Millionen Jahren) datiert und sind damit die ältesten Buntbarschfossilien. Der Fundort ist ein fast kreisrunder ehemaliger Kratersee mit einem Durchmesser von 400 m, ähnlich wie der Barombi Mbo in Kamerun. Die Gattungsbezeichnung setzt sich aus dem Namen der Typuslokalität und Chromis zusammen, einer Riffbarschgattung, unter der früher auch Buntbarsche klassifiziert wurden. Insgesamt wurden fünf Arten beschrieben. Neben der Typusart M. plethos weiterhin M. rotundus, M. brachycranium, M. ellipticus und M. curvifrons.

## Merkmale
Die gefundenen Fossilien haben eine Standardlänge von 29 bis 64 mm, wobei der Kopf 28 bis 39 % der Standardlänge ausmacht. Damit gehörten die Mahengechromis-Arten zu den kleinsten Buntbarscharten. Die Körperhöhe erreicht 35 bis 47 % der Standardlänge. Da alle Exemplare in seitlicher Lage fossilisiert wurden, geht man davon aus, dass die Tiere seitlich relativ stark abgeflacht waren. Der Schwanzstiel ist kurz und annähernd quadratisch. Seine Höhe ist etwas größer als seine Länge. Von Heterochromis, der basalen Schwestergattung aller anderen afrikanischen Buntbarsche, und von Tylochromis, einer anderen ursprünglichen afrikanischen Buntbarschgattung, unterscheiden sich Mahengechromis und alle anderen afrikanischen Buntbarsche durch einen einzelnen Prädorsalknochen (Heterochromis und Tylochromis haben zwei). Der Körper von Mahengechromis war mit Kammschuppen bedeckt. Rundschuppen bedeckten den Kiemendeckel, den Vorkiemendeckel, die Kehle sowie weitere Teile der Kopfregion und finden sich zwischen den Strahlen der Schwanzflosse. Kiefer- und Gaumenzähne waren einspitzig. Die Anzahl der Wirbel ist mit 22 bis 25 relativ niedrig. Die obere Seitenlinie ist nicht vollständig ausgeprägt. Einige ihrer Schuppen hatten nur eine einzelne Pore.